# Јуриј Цицинов
Јуриј Александрович Цицинов (рус. Юрий Александрович Цицинов; Москва, 24. август 1937 − 1994) некадашњи је совјетски и руски хокејаш на леду који је током каријере играо на позицијама деснокрилног нападача. Године 1991. постао је чланом Куће славних совјетског и руског хокеја. Исте године додељено му је и почасно звање заслужни мајстор совјетског спорта. 
Као члан сениорске репрезентације Совјетског Савеза учествовао је на ЗОИ 1960. у Скво Валију када је совјетски тим освојио бронзану медаљу.
Током каријере играо је за московске клубове Крила совјетов (са којима је освојио совјетско првенство 1957. године) и Локомотива.